# جيمي هيوارد
جيمي هيوارد (بالإنجليزية: Jimmy Hayward)‏ مخرج أفلام ورسوم متحركة وكاتب سيناريو كندي ولد عام 17 سبتمبر 1970 في أونتاريو - كندا

كان يعمل في إستديوهات الرسوم المتحركة في شركة بيكسار، ثم انتقل للعمل في إستديو بلو سكاي.

أعمالة حكاية لعبة , حياة حشرة , حكاية لعبة 2 , شركة المرعبين المحدودة , البحث عن نيمو

## وصلات خارجية
- جيمي هيوارد على موقع IMDb (الإنجليزية)
- جيمي هيوارد على موقع ألو سيني (الفرنسية)
- جيمي هيوارد على موقع أول موفي (الإنجليزية)
- جيمي هيوارد على موقع بوكس أوفيس موجو (الإنجليزية)
- جيمي هيوارد على موقع قاعدة بيانات الأفلام السويدية (السويدية)
- جيمي هيوارد على موقع قاعدة بيانات الفيلم (الإنجليزية)
- جيمي هيوارد على موقع كينوبويسك (الروسية)